# Choi In-cheul
Pour les articles homonymes, voir Choi.
Dans ce nom coréen, le nom de famille, Choi, précède le nom personnel.
Choi In-cheul est un entraîneur sud-coréen de football féminin. Il est en 2010 le sélectionneur de l'équipe de Corée du Sud de football féminin des moins de 20 ans.

## Palmarès

### Palmarès d'entraîneur
- Troisième de la Coupe du monde de football féminin des moins de 20 ans 2010

### Distinctions
- Nomination au prix d'entraîneur d'équipe féminine de l'année FIFA 2010